# Expedição 29
Expedição 29 foi a 29ª missão de longa permanência a bordo da Estação Espacial Internacional, realizada entre 16 de setembro de 21 de novembro de 2011. Dela fizeram parte seis astronautas, dois norte-americanos, três russos e um japonês.
Os três primeiros integrantes dela, os astronautas Michael Fossum, Sergei Volkov e Satoshi Furukawa, foram lançados do Cosmódromo de Baikonur em 7 de junho de 2011, na Soyuz TMA-02M, para integrar a tripulação da missão anterior. Inicialmente prevista para ter seu início completo em setembro, após o encerramento da Expedição 28, com a acoplagem da Soyuz TMA-22 na ISS, trazendo os três outros integrantes da missão, ela foi transferido para 12 de novembro, devido à falha no lançamento da nave da carga russa Progress M-12M, em 24 de agosto, fazendo com que o restante da tripulação fosse lançada de Baikonur apenas em 14 de novembro. Foi encerrada oficialmente em 21 de novembro.

## Tripulação
| Posição             | Primeira parte (Setembro até novembro de 2011) | Segunda parte (Novembro de 2011) |
| ------------------- | ---------------------------------------------- | -------------------------------- |
| Comandante          | Michael Fossum                                 | Michael Fossum                   |
| Engenheiro de voo 1 | Satoshi Furukawa                               | Satoshi Furukawa                 |
| Engenheiro de voo 2 | Sergei Volkov                                  | Sergei Volkov                    |
| Engenheiro de voo 3 |                                                | Anton Shkaplerov                 |
| Engenheiro de voo 4 |                                                | Anatoli Ivanishin                |
| Engenheiro de voo 5 |                                                | Daniel Burbank                   |

## Missão
Os astronautas Volkov, Furukawa e Fossum foram lançados ao espaço do Cosmódromo de Baikonur em 7 de junho de 2011, a bordo da Soyuz TMA-02M, sendo os três primeiros integrantes da tripulação em órbita na ISS. A primeira parte de sua missão começou em 16 de setembro, com o retorno à Terra da Soyuz TMA-21 e seus três tripulantes até então na ISS junto com a tripulação da TMA-02M.
Em 14 de novembro, os tripulantes da Soyuz TMA-22 Anton Shkaplerov, Anatoli Ivanishin e Daniel Burbank juntaram-se aos três originais e permaneceram os seis juntos no espaço até 21 de novembro, quando a expedição foi oficialmente encerrada com o retorno dos três primeiros, após seu pouso no Casaquistão, no dia seguinte.
Entre as várias pesquisas feitas pelos integrantes da Expedição no espaço, estão a de sincronia de fotografias feitas na Terra e no espaço da aurora boreal, a investigação de crescimento de cristais em ligas semicondutoras na microgravidade e experiências de física de fluidos, destinada a observar o movimento de fluidos na falta de gravidade.

## Galeria

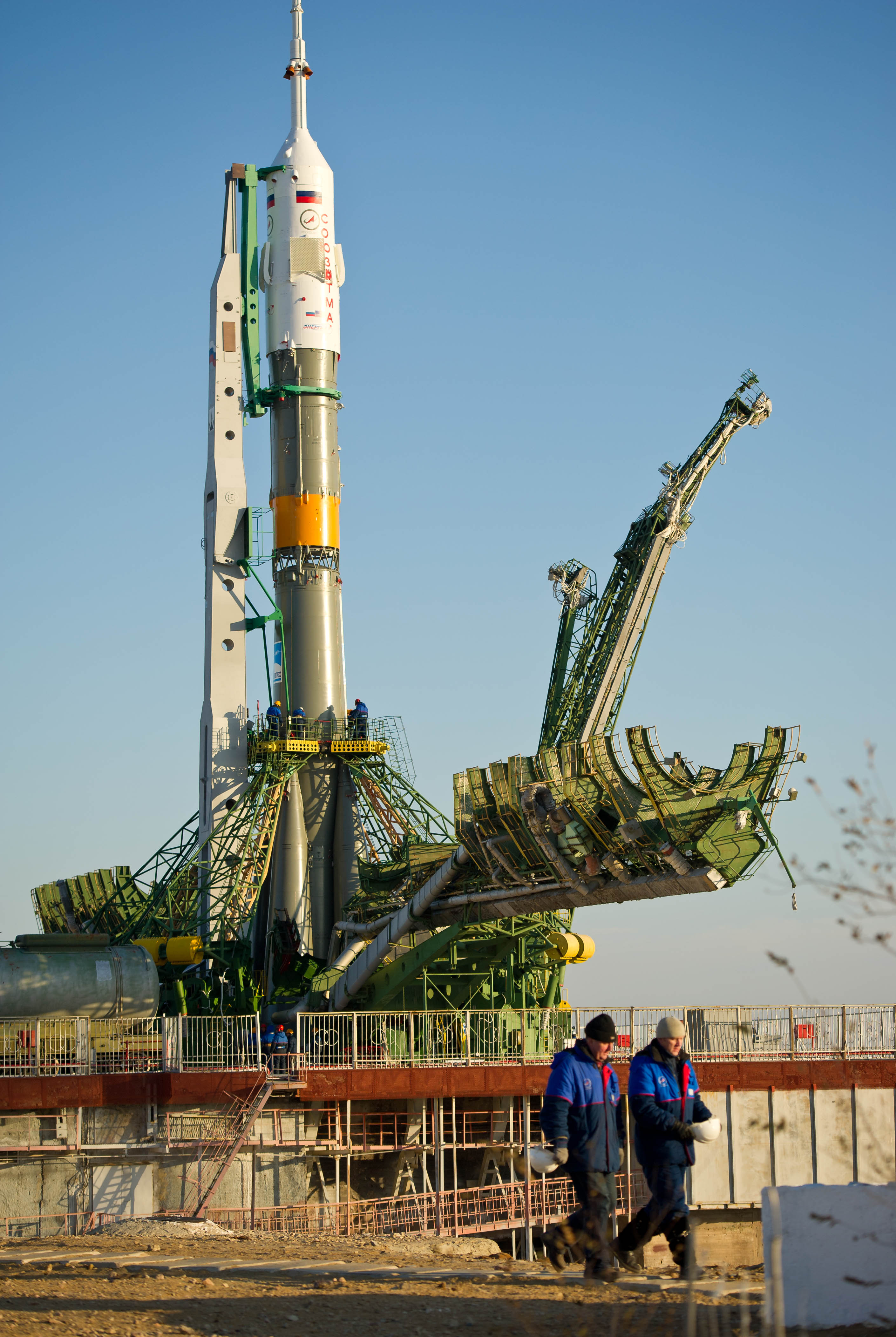
A Soyuz TMA-22 pronta para o lançamento em Baikonur.
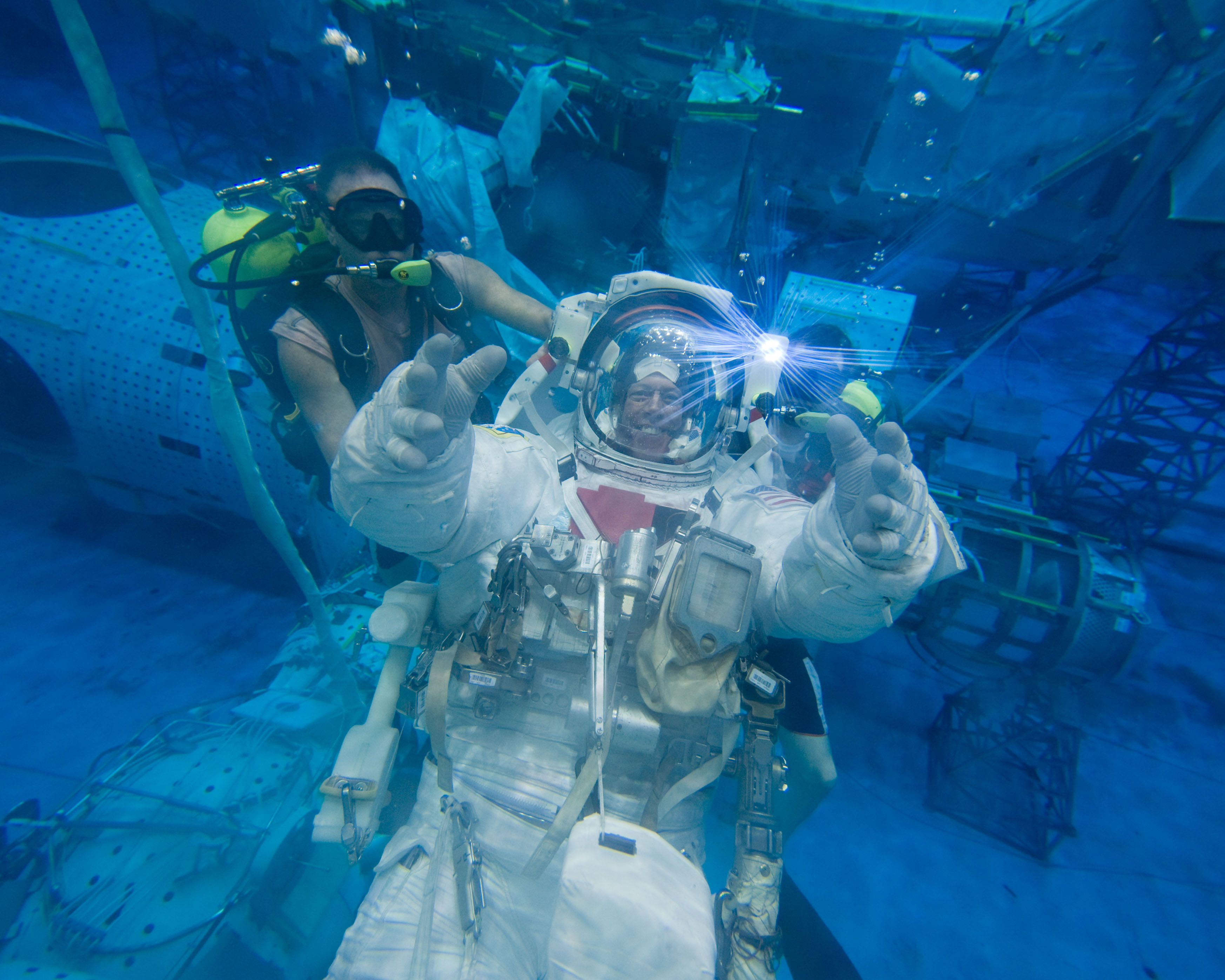
Antes do lançamento, Fossum se exercita no fundo de uma piscina para a caminhada espacial que fez no espaço.
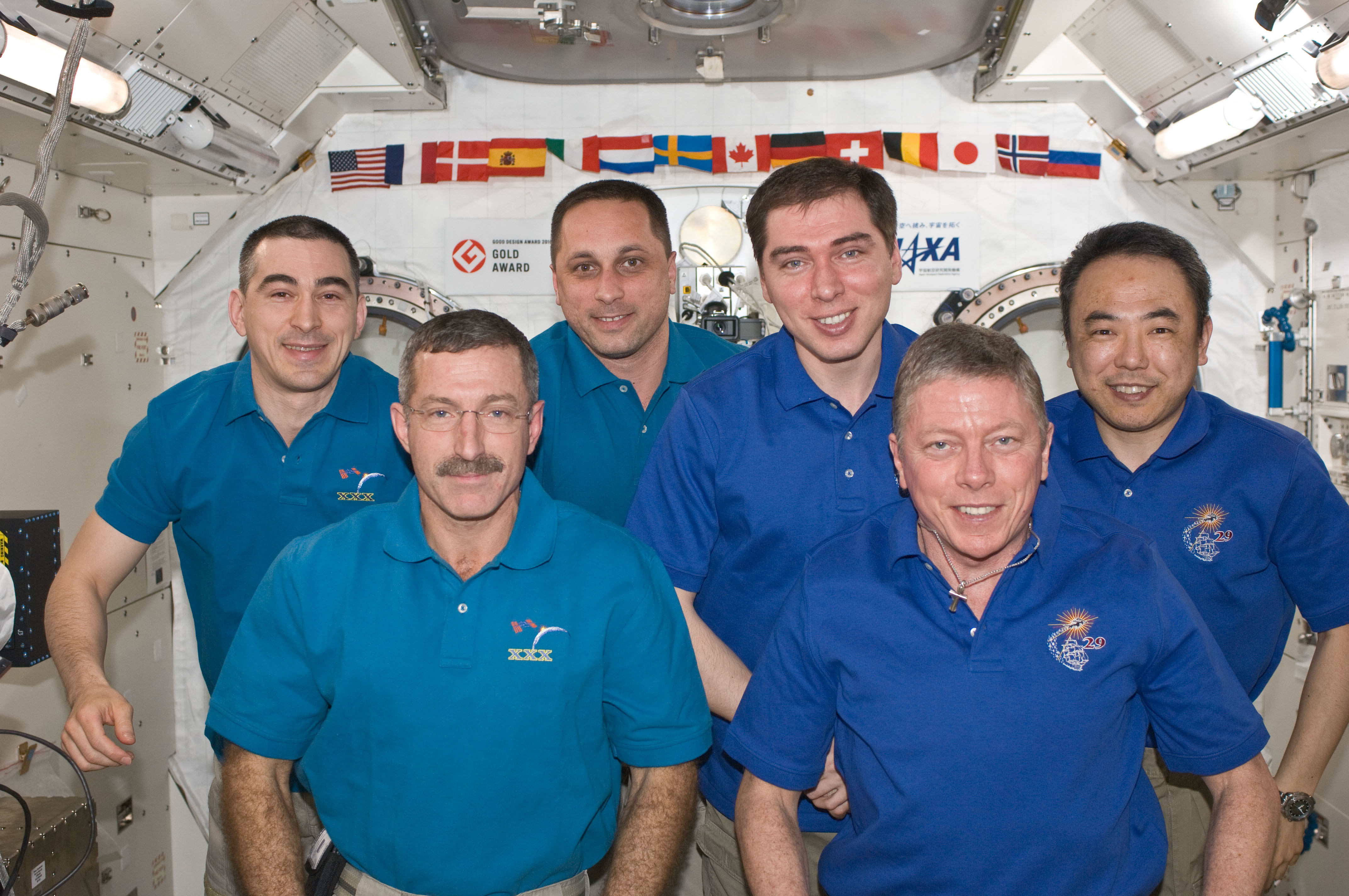
Os seis integrantes da missão em órbita na ISS.
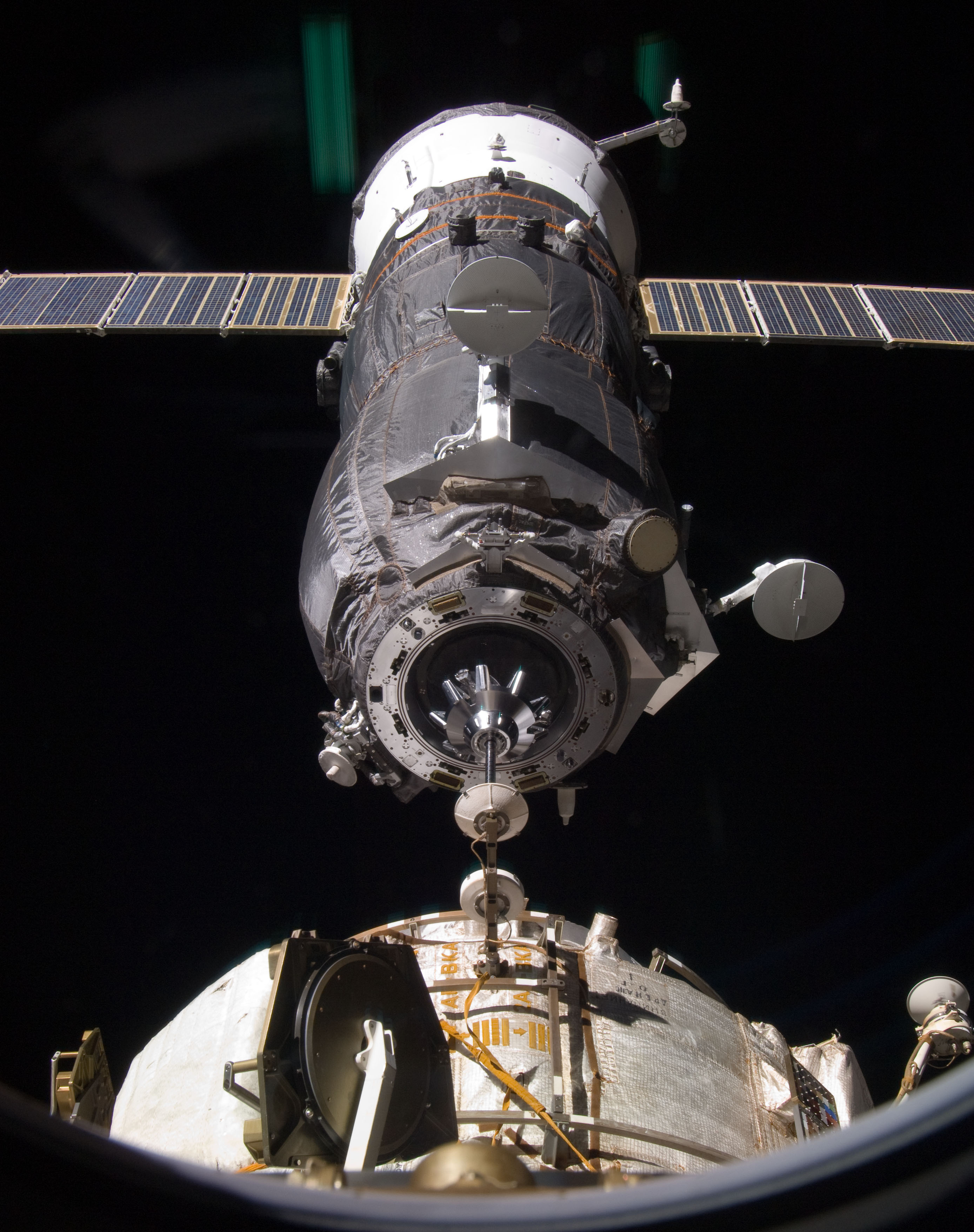
A nave de carga não-tripulada Progress M-13M acopla na ISS.
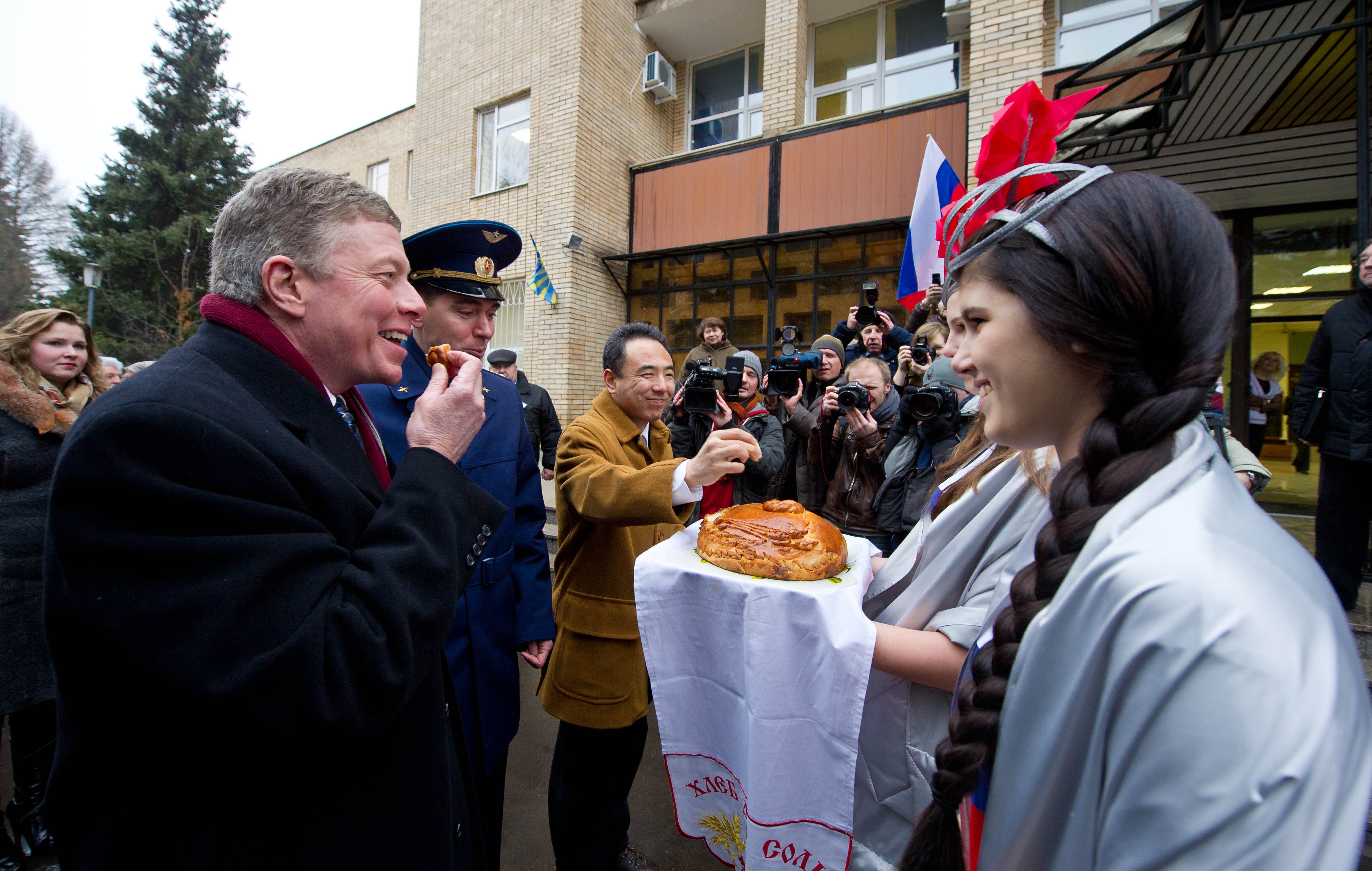
Integrantes da Expedição recebidos no retorno à Cidade das Estrelas.